# Wolfgang Hoppe
Wolfgang Hoppe (n. 14 noiembrie 1957, Apolda, Republica Democrată Germană, Germania) este un bober ce a reprezentat Germania, medaliat olimpic. A participat la 4 ediții ale Jocurilor Olimpice (1984, 1988, 1992, 1994) în care a câștigat două medalii de aur, 3 medalii de argint și o medalie de bronz.